# Unterseeboot 842
L'Unterseeboot 842 (ou U-842) est un sous-marin allemand utilisé par la Kriegsmarine pendant la Seconde Guerre mondiale.

## Histoire
Après son entraînement initial à Stettin en Allemagne au sein de la 4. Unterseebootsflottille jusqu'au 31 juillet 1943, l'U-842 est affecté à une unité de combat à la base sous-marine de Lorient, dans la 2. Unterseebootsflottille.
Au cours de sa première patrouille de guerre, l'U-842 est coulé le 6 novembre 1943 à 14 heures à l'Ouest de l'Atlantique Nord à la position géographique de 43° 42′ N, 42° 08′ Opar des charges de profondeur lancées des sloops britanniques Starling, Wild Goose sous les ordres du captain Frederic John Walker.

Les 56 membres d'équipage meurent dans cette attaque.

## Affectations successives
- 4. Unterseebootsflottille du 1er mars 1943 au 31 juillet 1943
- 2. Unterseebootsflottille du 1er août 1943 au 6 novembre 1943

## Commandement
- Korvettenkapitän Wolfgang Heller du 1er mars 1943 au 6 novembre 1943

## Navires coulés
L'U-842 n'a coulé, ni endommagé de navire au cours de son unique patrouille.

## Sources
- (en) « U-842 », sur Uboat.net